# 古月禅材
古月禅材（こげつぜんざい、寛文7年9月12日（1667年10月29日） - 寛延4年4月24日（1751年5月19日））は日向国佐土原（現在の宮崎県宮崎市）出身の臨済宗僧侶で、俗姓は金丸氏。諡号は本妙広鑑禅師。多くの法嗣を育て、東海の白隠、鎮西の古月と称揚された江戸中期の禅哲として知られる。大光寺中興開山（42世）、福聚寺開山。
両親が文殊菩薩に祈願して誕生したと伝わる。延宝4年（1676年）、10歳のときに日向国佐土原の松厳寺の一道のもとで出家。その後豊後国多福寺に移り、賢巌禅悦の法嗣となり印可を得た。宝永元年（1704年）から兄弟子の英山の招きにより大光寺の再興に携わる。宝永4年（1707年）、41歳で佐土原藩主島津惟久の命によりその住持となり、知又軒を結ぶ。知又軒は後に島津惟久の菩提寺として自得寺となった。大光寺の住持時代には30人の助けを得て大般若経の書写を行っている。久留米藩主有馬頼徸の招請により延享元年（1744年）に久留米福聚寺の開山となる。福聚寺に済松軒を設けて隠棲し、寛延4年（1751年）85歳で示寂した。
在世中は絶大な名望を有し、恵林寺で円覚経を講じた際は四百人の聴衆を集めたという。法嗣も多く、玉州祖億、北禅道済、快龍宗省、曇霊宗珪らがいる。古月の法は月船禅慧を経て峨山慈棹が学び直接ではないが現代へ影響を遺している。